# Cardiocondyla tiwarii
Cardiocondyla tiwarii is een mierensoort uit de onderfamilie van de Myrmicinae. De wetenschappelijke naam van de soort is voor het eerst geldig gepubliceerd in 2005 door Ghosh, Sheela & Kundu.